# أديسون وايت
أديسون وايت (بالإنجليزية: Addison White)‏ هو سياسي أمريكي، ولد في 1 مايو 1824 في أبينغدون في الولايات المتحدة، وتوفي في 4 فبراير 1909 في هنتسفيل في الولايات المتحدة. حزبياً، نشط في حزب اليمين. وقد انتخب عضو مجلس النواب الأمريكي.